# Steven Smith (piłkarz)
Steven Smith (ur. 30 sierpnia 1985 w Bellshill) – szkocki piłkarz występujący na pozycji obrońcy.

## Kariera klubowa
Smith jest wychowankiem Rangers, a profesjonalny kontrakt podpisał 1 czerwca 2002. Zadebiutował 28 listopada 2004 w ligowym spotkaniu z Hearts. Swoją pierwszą bramkę zdobył 11 listopada 2006 w wygranym 2-0 meczu z Dunfermline Athletic.
W derbowym meczu 17 grudnia 2006 Smith doznał kontuzji, która wykluczyła go z gry na rok. Pierwszy mecz po kontuzji zagrał w marcu 2008 r. po piętnastu miesiącah przerwy. Latem 2008 r. doznał kolejnej kontuzji, przez co do listopada był wyłączony z gry. W meczu pierwszej drużyny zagrał dopiero 25 marca 2009 r. w spotkaniu z Motherwell.
Okres przygotowawczy do sezonu 2009/10 przebiegł bez przeszkód i Smith był w kadrze na wszystkie spotkania ligowe. W czerwcu 2010 roku odszedł jako wolny zawodnik do Norwich City, po tym jak z Rangersami zdobył mistrzostwo Szkocji.
31 stycznia 2011 Smith został wypożyczony do Aberdeen.
12 sierpnia 2011 roku podpisał roczny kontrakt z Preston North End. Następnie występował w zespołach Portland Timbers, Rangers oraz Kilmarnock.
W Scottish Premier League rozegrał 121 spotkań i zdobył 4 bramki.